# Vera Nazarian
Vera Nazarian (n. Moscú, 25 de mayo de 1966) es una escritora estadounidense de origen armenio-ruso del género fantástico, ciencia ficción y otros subgéneros literarios (como el Mythpunk) radicada en Los Ángeles, California.
Es una miembro activa de la Asociación de escritores de ciencia ficción y fantasía de Estados Unidos (en inglés: Science Fiction and Fantasy Writers of America o más conocida por sus siglas SFWA), siendo más conocida por ser la autora de Dreams of the Compass Rose (su debut en el género novela) una obra literaria de tipo "collage" estructurada como una serie de historias relacionadas entre sí y con tintes similares a las Mil y Una Noches, y Lords of Rainbow, una fantasía épica independiente enmarcada en un mundo sin color.